# Humphrey Davis
Humphrey Stewart Davis, Jr. (* 14. November 1949; † 12. Mai 2007) war ein US-amerikanischer Rhythm-and-Blues- und Jazz-Saxophonist, Komponist, Arrangeur sowie Singer-Songwriter.

## Leben und Wirken
Humphrey Davis, Jr. war Sohn des Jazzbassisten Humphrey Stewart Davis, Sr., der u. a. mit Danny Barker, Papa Celestin und Albert French gespielt hatte. Seine Großmutter väterlicherseits, Beatrice Stewart Davis, war eine Konzertpianistin im New Orleans Philharmonic Orchestra. Ab acht Jahren hatte er bei Willie Humphrey Klarinetten-Unterricht; mit 13 Jahren wechselte er zum Saxophon. In den 1980er Jahren leitete er eine Band namens The Las Vegas Connection; mit einer weiteren Band, Nightlife, trat er in den Clubs von New Orleans auf. Ferner arbeitete er mit Dr. John, Fats Domino, Aaron und Cyril Neville, Irma Thomas, B. B. King, David Ruffin, Latimore, Willie Tee & the Gators und Thomas Jefferson; außerdem war er als musikalischer Direktor für King Floyd, Johnny Adams und Jean Knight tätig. Unter eigenem Namen legte er zwei Alben vor, Dawn und A Little Jazz! A Little Blues!, A Little Blues! A Little Jazz! die sich stilistisch von Rhythm and Blues, zeitgenössischem Jazz bis zum traditionellen New Orleans Jazz bewegen.